# Juan dos Mortos
Juan dos Mortos (em castelhano:  Juan de los muertos) é um filme de comédia zumbi hispano-cubano de 2011 escrito e dirigido por Alejandro Brugués. Uma coprodução hispano-cubana entre La Zanfoña Producciones (Espanha) e Producciones de la 5ta Avenida (Cuba) envolvendo a participação do ICAIC, Canal Sur e Televisión Española, o filme ganhou o Prêmio Goya de Melhor Filme Estrangeiro em Língua Espanhola em 2012.

## Sinopse
Juan, um homem preguiçoso de quarenta e poucos anos, vive uma vida despreocupada em Cuba com seu companheiro igualmente preguiçoso e propenso a acidentes, Lázaro. Depois que os mortos se levantam e começam a atacar os vivos, Juan inicia um negócio de matar zumbis para os outros, até ter que salvar seu pequeno bando de ser comido. Juan e Lázaro se envolvem em atividades violentas e se associam com seus amigos questionáveis, incluindo o filho de Lázaro, Vladi Califórnia, a drag queen La China e o amante da China, Primo.

## Elenco
- Alexis Díaz de Villegas como Juan
- Jorge Molina como Lázaro
- Andrea Duro como Camila
- Andros Perugorría como Vladi Califórnia
- Jazz Vila como La China
- Eliecer Ramírez como El Primo
- Antonio Dechent como Padre Jones
- Blanca Rosa Blanco como Sara
- Elsa Camp como Yiya
- Susana Pous como Lucía
- Eslinda Núñez como líder da reunião do CDR
- Juan Miguel Mas como presidente do CDR
- Manuel Herrera como locutor de TV
- Luis Alberto García como Padre

## Lançamento
O filme foi exibido pela primeira vez no Festival Internacional de Cinema de Toronto de 2011.  A Focus Features lançou o filme em 14 de agosto via iVOD e VOD, junto com DVD e Blu-ray.

## Recepção
O filme foi bem recebido e foi elogiado pelo tom alegre, repleto de heróis desajustados e sem virtudes, além das piadas de contexto político cubano. No site agregador de críticas Rotten Tomatoes, 83% das 23 resenhas dos críticos são positivas. O consenso diz:
"Cheio de palhaçada selvagem, Juan dos Mortos também usa habilmente sua premissa zumbi como um cavalo de Tróia morto-vivo para comentários políticos perspicazes."
Na televisão, o âncora do jornal estatal diz que a praga foi trazida pelos EUA e que os zumbis são "dissidentes", mas os sobreviventes não descartam a possibilidade da infecção ser provocada pelos remédios vencidos que o governo distribui. Apesar de todo o caos, o transporte público continua funcionando, não importa o que aconteça. O protagonista Juan, magro e estropiado com os olhos esbugalhados, é um personagem engraçado e carismático. Além disso, Juan é um patriota apesar de tudo e não deseja abandonar sua amada Cuba.
O filme critica o isolacionismo e o atraso do sistema socialista implementado após a Revolução Cubana, com os protagonistas reagindo de forma confusa ao primeiro zumbi. Como Cuba não recebe a influência da mídia de massa, os cubanos não tiveram acesso à popularidade dos filmes de zumbi. Primeiro tentam estacas, achando que pode ser um vampiro; depois tentam exorcismo imaginando ser possessão. Atirar com balas de prata está fora de cogitação pois "no hay plata" em Cuba. A capital Havana é mostrada como uma cidade dilapidada pela administração ineficiente do governo revolucionário.
Juan dos Mortos foi elogiado pelas cenas de batalha, com o elenco exterminando os mortos-vivos de maneiras criativas e chamativas, cada um com suas próprias técnicas de luta. Os efeitos especiais também foram elogiados, apesar do baixo orçamento de apenas US$ 2,3 milhões. Os zumbis são muito bem maquiados e autênticos e o filme tem até mesmo uma sequência na Praça da Revolução.